# Jérôme Brisard
Jérôme Brisard (Châteaubriant, 24 marzo 1986) è un arbitro di calcio francese.

## Carriera
Esordisce in Ligue 2 il 31 luglio 2015, dirigendo la partita tra Niort e Valenciennes. Promosso in Ligue 1 nel dicembre 2016, debutta nel massimo campionato il 14 gennaio, arbitrando l'incontro tra Montpellier e Digione.
Internazionale dal 2018, ha preso parte come quarto ufficiale nella quaterna guidata da François Letexier alla fase finale della UEFA Youth League 2018-2019.
Il 26 maggio 2021 è secondo AVAR nella finale di Europa League Villareal-Manchester United, coadiuvando i connazionali François Letexier (VAR) e Clément Turpin (arbitro).
Il 28 maggio 2022 è VAR nella finale di Champions League Liverpool-Real Madrid, diretta dal connazionale Clément Turpin.
Nel marzo 2024 la FIFA lo ha convocato nel ruolo di VAR per il torneo di calcio dei Giochi della XXXIII Olimpiade in programma a Parigi e in altre sei città tra luglio e agosto 2024.
Il 23 aprile 2024 la UEFA lo ha convocato per il campionato d'Europa 2024 in Germania, nel ruolo di VAR insieme al collega Willy Delajod, agli arbitri François Letexier e Clément Turpin, ed agli assistenti Cyril Mugnier, Mehdi Rahmouni, Nicolas Danos e Benjamin Pages. Durante il torneo, il 14 luglio svolge il ruolo di VAR nella finale Spagna-Inghilterra, diretta dal francese François Letexier.